# Mormazo
Mormazo es el título del tercer álbum del uruguayo Dani Umpi. Fue grabado en 2011.
El disco tiene invitados como Marabish, Gia, la colombiana Lido Pimienta, Adrián Soiza, la peruana Wendy Sulca y Fito Páez. Fue estrenado en le Teatro Plaza de Montevideo, en noviembre de 2011.

## Listado de temas
1. Faltó un abrazo (Dani Umpi, Daniel Anselmi) 4:27
2. Tres pasos (con Marabish) – (Dani Umpi, Daniel Anselmi) 3:19
3. Campeonato – (Dani Umpi, Daniel Anselmi) 2:40
4. Sambayón – (Dani Umpi, Javier Vaz Martins) 4:21
5. Porvenir – (Dani Umpi, Javier Vaz Martins)	3:01
6. Levante – (Dani Umpi, Daniel Anselmi) 2:28
7. El tiempo pasar (feat. Wendy Sulca y Fito Páez) – (Dani Umpi, Adrián Soiza) 2:15
8. Nunca más regresó al pueblo – (Dani Umpi, Javier Vaz Martins) 3:15
9. Estancado (con Gia) – (Dani Umpi, Javier Vaz Martins) 3:32
10. Mi Charles Manson – (Dani Umpi, Diego Presno, Rodrigo Guirado) 4:19
11. Patas para arriba (feat. Lido Pimienta) – (Dani Umpi, Adrián Soiza, Daniel Anselmi) 2:54
12. Latinale song (Dani Umpi) 2:54